# محمد علي غلوم
محمد علي غلوم عباس محمد (ولد في 23 يناير 1998 في المنامة، البحرين) لاعب كرة قدم بحريني يجيد اللعب في مركز الوسط المدافع. يلعب حاليا لصالح الإتفاق البحريني منذ 2023.